# آغشته شدن پهنای باند
آغشته شدن پهنای باند (به انگلیسی: Bandwidth smearing) یک اعوجاج رنگی از تصویر بازسازی شده اجرام آسمانی است که توسط یک تداخل سنج نجومی مشاهده می‌شود که به دلیل پهنای باند فرکانس رخ می‌دهد. در اصطلاح فوریه، فرکانس‌های مختلف پهنای باند، فرکانس‌های فضایی متفاوتی را دریافت می‌کنند که منجر به یک نقشه بازسازی حاوی ویژگی‌های شعاعی کشیده شده می‌شود.
با استفاده از وضوح طیفی بالاتر یا در اخترشناسی رادیویی با استفاده از مراکز مختلف فاز برای بازسازی تصویر، بر آن غلبه می‌شود.